# یواس‌اس راک‌برایدج (ای پی‌ای-۲۲۸)
یواس‌اس راک‌برایدج (ای پی‌ای-۲۲۸) (به انگلیسی: USS Rockbridge (APA-228)) یک کشتی بود که طول آن ۴۵۵ فوت (۱۳۹ متر) بود. این کشتی در سال ۱۹۴۴ ساخته شد.